# Ihr mich auch
Ihr mich auch ist eine deutsche Tragikomödie von Hans-Günther Bücking aus dem Jahr 2010. Bücking stand auch hinter der Kamera. Rita Russek spielt Hannah Herzog, eine Frau, die mitten im Leben steht und ihrem Beruf in der Modebranche mit großer Freude nachgeht. Ihr Leben verändert sich ziemlich, als ihr Peter Arnold, verkörpert von Urs Peter Halter, ein jung-dynamischer Schnösel vor die Nase gesetzt wird. Arnold unterliegt dem Verjüngungswahn und setzt alles daran, die gestandene Frau mittels Mobbing aus ihrem Job zu drängen. Nach einer Zeit des Leidens besinnt Hannah Herzog sich auf ihre Kämpfermentalität. Weitere tragende Rollen sind mit Linda Pöppel, Michael Wittenborn, Götz Schubert, Nadja Becker und Gerhard Garbers besetzt. 

## Handlung
Hannah Herzog geht ihrem Beruf als Mode- und Designmanagerin mit Freude nach. Seit dem Tod ihres Mannes lebt sie allein in einer großzügig geschnittenen Eigentumswohnung. Besonders gut versteht sie sich mit ihrem Nachbarn Jonathan Engelhard, Lektor eines Verlages für Unterhaltungsliteratur. Er wechselt seine jungen Freundinnen zwar häufig, hat aber den Humor, der auch Hannah eigen ist, sodass sie oft zusammensitzen und Probleme weglachen. Zwar ist Hannahs Verhältnis mit Matthias Schröder, dem Personalchef des Modehauses Waldorf, einem verheirateten Mann, der nach wie vor mit seiner Frau unter einem Dach lebt, nicht ideal, was Hannah jedoch gelassen erträgt. Probleme hat sie hingegen mit ihrer erwachsenen Tochter Astrid, die zwar ihr Juraexamen summa-cum-laude bestanden hat, sich dann aber durch die Heirat mit einem sehr reichen Mann immer mehr von ihrer Mutter entfernt hat. Auch die Erziehung ihrer Enkelin Elena billigt Hannah nicht, da Astrid es mit der Frühförderung des gerade mal zweijährigen Kindes übertreibt.
Dann jedoch kommt es für Hannah knüppeldick, anstatt zur Geschäftsführerin aufzusteigen, wie Günther Waldorf, der Chef des Modehauses, es ihr versprochen hatte, setzt er ihr seinen arroganten Neffen Peter Arnold, einen jung-dynamischen Betriebswirt, vor die Nase. Der beschneidet erst einmal Hannahs Aufgabenbereich, bringt sodann ihre Arbeit in Misskredit und lanciert Gerüchte zu ihrem Nachteil. Hilfe findet Hannah auch nicht bei Schröder, der sich lieber aus allem raushalten will. Einzig in Engelhard findet Hannah jemanden, der ihr zuhört und ihr Mut zuspricht. 
Eines Nachts steht Jenny Clemens, Hannahs ehemalige persönliche Assistentin, die von Arnold abgeworben worden ist, vor ihrer Wohnungstür. Jenny hat inzwischen erkannt, dass sie für Arnold nur Mittel zum Zweck war, um an Informationen über Hannah zu kommen, die er dann gegen sie verwenden konnte. Sie meint, in Mailand, wo die Firma nähen lässt, laufe etwas gewaltig schief und bietet Hannah an, den Dingen gemeinsam auf den Grund zu gehen. So fliegt Hannah nach Mailand und sucht das Atelier auf, in dem Arnold neuerdings nähen lässt und dessen Qualität stark zu wünschen übrig lässt. Dort findet Hannah heraus, dass in Mailand nur das Firmenlabel in die in Indien von Kindern und sehr jungen Frauen gefertigte Ware eingenäht wird. Besonders schlimm ist das, da das Unternehmen in den nächsten Tagen mit einem Preis für fairen Wettbewerb und das Zusammenwirken von älteren und jüngeren Mitarbeitern ausgezeichnet werden soll. Entgegen dem Rat ihrer Tochter, die ihr von Arnold bei einem Rückzug ihrerseits angebotene hohe Abfindung anzunehmen, entscheidet sich Hannah, ein Gespräch mit Firmenchef Günther Waldorf zu suchen. Waldorf trifft, nachdem er alle Fakten kennt, die Entscheidung, sein Neffe sei ab sofort nur noch für die Finanzen der Firma zuständig. Die Produktion und deren Abläufe aber legt er in die Hände der neuen Geschäftsführerin Hannah Herzog. Hannah trifft auch im privaten Bereich eine Entscheidung und beendet ihr Verhältnis mit Matthias Schröder, mit Jonathan Engelhard hingegen rückt sie näher zusammen.

## Produktion

### Dreharbeiten, Produktionsnotizen
Ihr mich auch wurde vom 18. Februar bis zum 22. März 2010 in Köln und Umgebung gedreht. Produziert wurde der Film von Molina Film. Die Redaktion des Films lag bei Martin R. Neumann, die Produktionsleitung bei Gabriele Goiczyk.

### Soundtrack
- Out on the weekend – Neil Young
- The hardest Part – Coldplay
- Patience – Guns N’ Roses
- Meet Me Halfway – The Black Eyed Peas
- No hay problema – Pink Martini

## Rezeption

### Veröffentlichung, Einschaltquote
Der Film wurde vom ZDF am 1. November 2010 als „Fernsehfilm der Woche“ erstmals ausgestrahlt. Bei seiner Erstausstrahlung kam er auf 4,93 Millionen Zuschauer, was einem Marktanteil von 13,9 Prozent entsprach.

### Kritik
Die Kritiker der Fernsehzeitschrift TV Spielfilm zeigten mit dem Daumen zur Seite, vergaben für Humor und Spannung je einen von drei möglichen Punkten und führten aus: „Profit kontra soziales Gewissen, Alt gegen Jung, Qualität contra Ramsch: Aus dieser brisanten Themenkollektion strickt Bestsellerautorin Annemarie Schoenle (‚Familie ist was Wunderbares‘, ebenfalls verfilmt mit Russek) einen TV-Film mit recht schlichtem Schwarz-Weiß-Muster.“ Fazit: „Plakatives, tragikomisches Mobbingdrama.“
Rainer Tittelbach gab dem Film auf seiner Seite tittelbach.tv drei von sechs möglichen Sternen und stellte fest: „‚Ihr mich auch‘ ist ein Themenfilm im Gewand einer jetzt-erst-recht-Komödie. Schoenle geht es ums Thema und nicht um die Lust an der Kämpfer-Dramaturgie. Frisch inszeniert, Russek klasse, gewöhnungsbedürftig die Dauerironie.“ Es gehe der Autorin Schoenle um das Thema, ihre Geschichte entwickle sie aus ihren Figuren heraus. „Die Lösungsdramaturgie“ sei „nicht wie in vielen frauenaffinen Kämpferdramoletts Selbstzweck, sondern“ werde „in Bückings frisch inszeniertem Film Mittel zum Zwecke des Happy Ends. Rita Russek“ sei „die Idealbesetzung. ‚Wenn es sein muss, kraule ich Kampfhunde‘ – wer sonst [könne] solche Sätze sprechen!?“ Weiter führte der Kritiker aus: „Leider übertreibt es Schoenle in der ersten Hälfte dieser Film über den Jahrmarkt der Eitelkeiten und die Branche der Jugend mit der Dauerironie. […] Selbst in größter Not redet Hannah Herzog noch wie eine Frau, die Rhetorik studiert, Ironie und Zynismus gelernt und amerikanische Komödien mit der Muttermilch aufgesogen hat. Diese übertriebene Gewitztheit, vollgepackt mit Metaphern, mag etwas über die Figur aussagen, doch diese Sprache wirkt gedrechselt, ausgedacht und ist schwer gewöhnungsbedürftig für Menschen, die es lieber mit launig beiläufigem Realismus halten.“
Tilmann P. Gangloff resenzierte den Film für Kino.de und stellte fest, dies sei eine „Paraderolle“ für Rita Russek. Natürlich erzähle der Film „in erster Linie die Geschichte eines Mobbing-Vorgangs. Aber im Hintergrund kristallisier[e] sich mehr und mehr ein Appell heraus, der wie ein Kommentar zur Wirtschaftskrise“ wirke. Rita Russek verkörpere „die resolute Frau als Energiebündel, das sich nicht unterkriegen lässt, obwohl nicht nur im Beruf, sondern auch im Privatleben längst nicht alles rund“ laufe. „Die Inszenierung Hans-Günther Bückings (Regie und Kamera) zeichne sich vor allem durch die Führung der außer Russek und Schubert überwiegend kaum bekannten Schauspieler aus.“ […] Am Ende müsse außerdem „alles etwas schnell gehen. Aber die zweite, weniger offenkundig präsentierte Botschaft komm[e] trotzdem an. Ganz gleich, ob man Mode macht oder Autos herstellt: Wer Werte mit Füßen tritt, erfahrene Mitarbeiter vor die Tür setzt und an der Qualität spart, mag kurzfristig die Gewinne vergrößern, schaufelt jedoch langfristig sein eigenes Grab.“
Das Fernsehmagazin Prisma meinte „die Neuerfindung der Komödie“ sei „Hans-Günther Bückings Spaß nach dem Buch von Annemarie Schoenle […] natürlich nicht, denn thematisch ähnlich gelagerte Stoffe“ […] seien „schon häufig inszeniert“ worden. Trotzdem sei Bücking „ein witziges Werk mit vielen ernsten wie sozialkritischen Zwischentönen gelungen, das auch dank der gut aufgelegten Rita Russek als Hanna Herzog gut“ unterhalte. Das sei „kein Wunder“, da dies schon Russeks sechster Film unter der Regie von Bücking, der auch drei ‚Wilsberg‘-Folgen in Szene gesetzt habe, „in denen Russek in ihrer Dauerrolle als Kommissarin Anna Springer an der Seite von Leonard Lansink zu bewundern“ sei.
Der Filmdienst stellte fest: „(Fernseh-)Komödie um eine resolute und verständnisvolle Frau, die sich aber nicht vor rigorosen Abrechnungen scheut, als ihre Geduld erschöpft ist. – Ab 14.“